# 伊藤忠商事

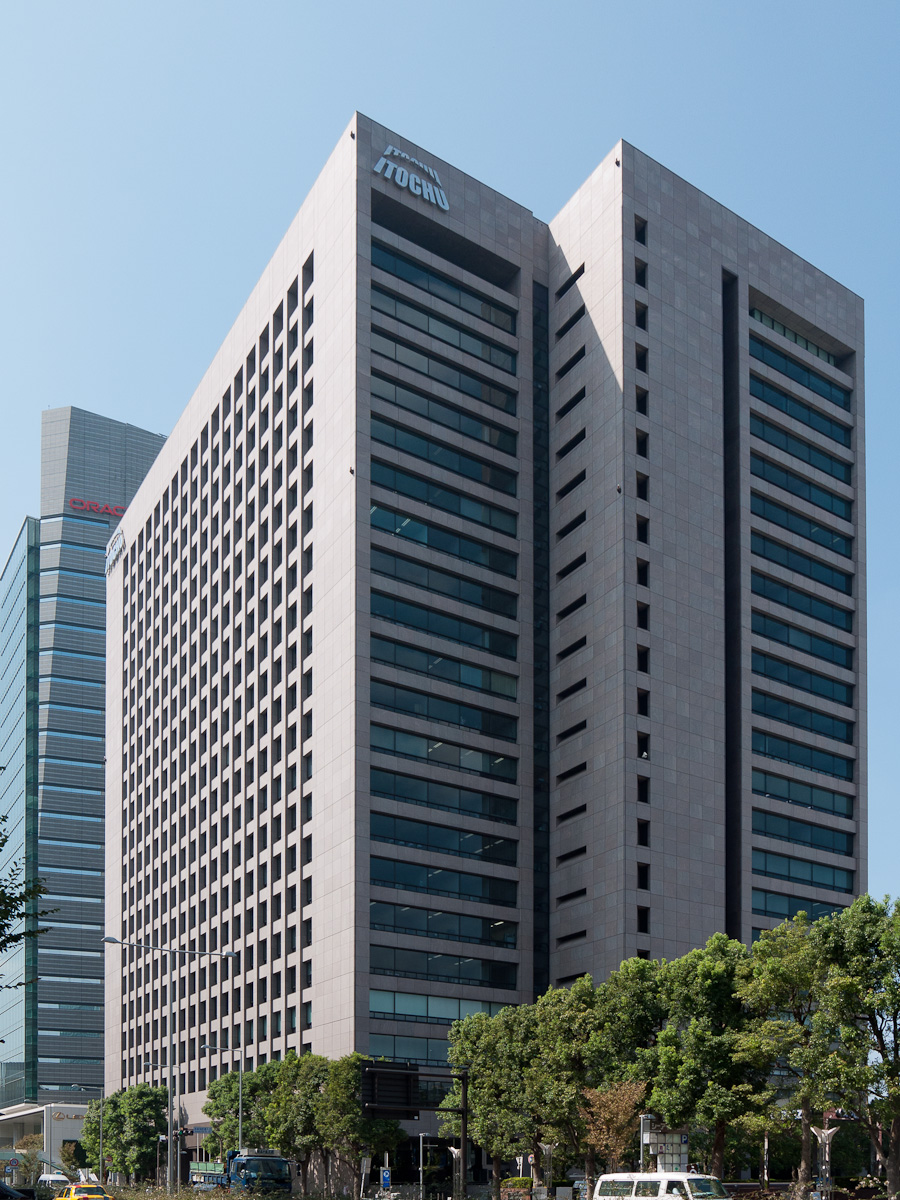
位於東京青山的伊藤忠商事東京本社大樓

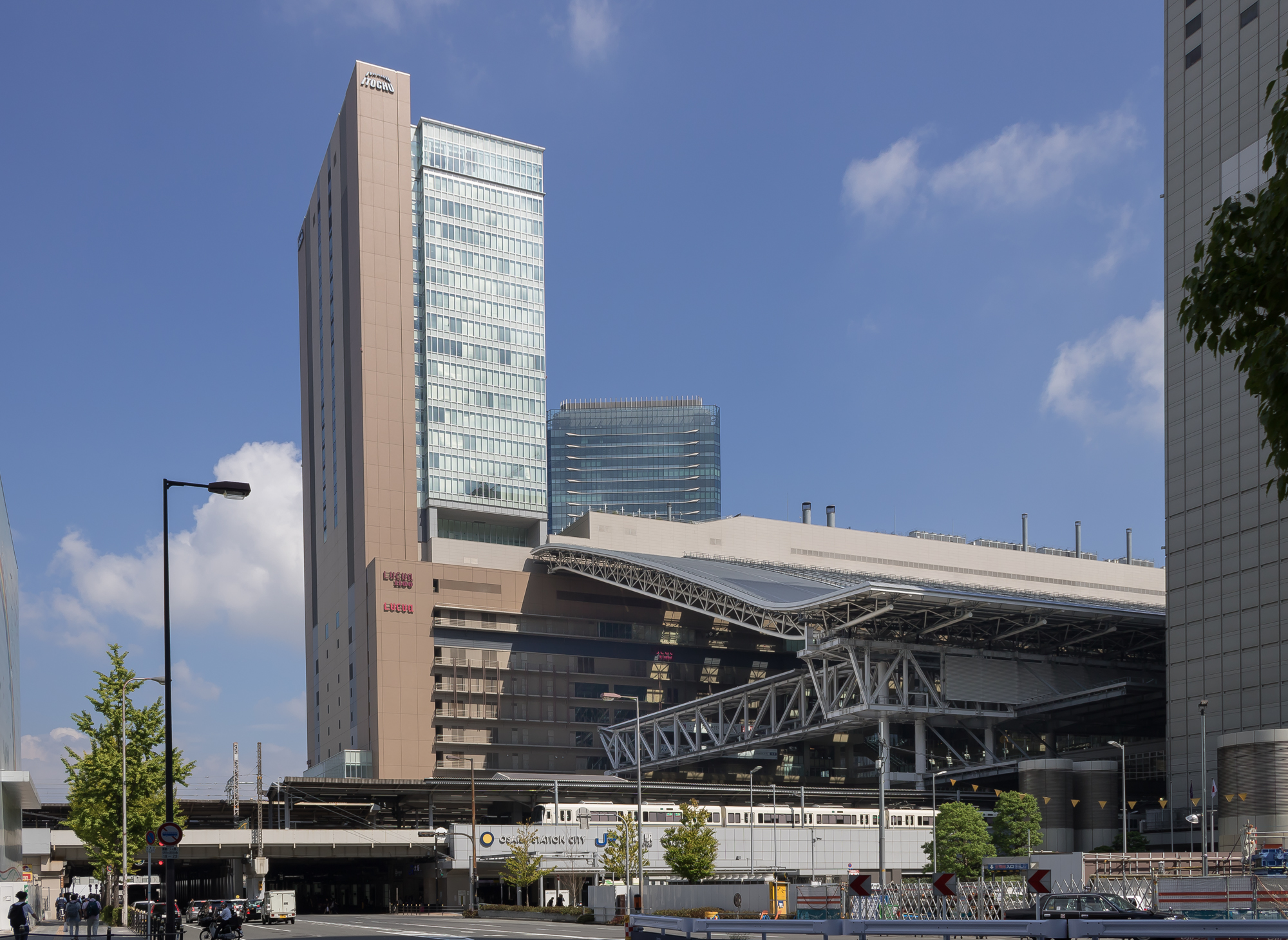
位於大阪梅田的北門大廈，為伊藤忠商事大阪本社、以及公司註冊所在地

伊藤忠商事株式会社（日语：／ itōchū shōji kabushiki kaisha */?）是日本大型綜合商社之一，經營項目橫跨纖維、石化、金屬、電機、食品、零售、通訊、媒體、航太、物流、金融、保險、不動產等等諸多領域。旗下共有8家子公司、18家關係企業，2006年集團年營收規模为11兆日圓，在日本的主要證券交易所，如東京、大阪、名古屋、福岡、札幌、JASDAQ等，都可以見到伊藤忠商事企業集團的名號。
伊藤忠商事與日本另一家大型綜合商社丸紅有著相同的歷史淵源。

## 歷史
- 江戶時代末期的安政五年（1858年），15歲的伊藤忠兵衛以走販的方式從大坂（即現在的大阪）批入麻布到泉州、紀州販賣起家。
- 明治五年（1872年），伊藤忠兵衛於大阪開設「紅忠」商號，買賣吳服及棉麻布品。
- 明治十七年（1884年），紅忠改稱「丸紅」商號。
- 明治廿六年（1893年），丸紅改為「伊藤糸店」，此為伊藤忠商事之始。
- 大正七年（1918年），伊藤忠兵衛之子伊藤精一忠兵衛將伊藤糸店分拆為「伊藤忠商事」與「伊藤忠商店」。伊藤忠商店於1921年又與精一忠兵衛之伯父伊藤長兵衛所創立的「伊藤長兵衛商店」合併，成為「株式会社丸紅商店」。
- 1941年（昭和16年）9月 - 丸紅商店、伊藤忠商事、岸本商店合併為三興株式会社
- 1944年9月 - 三興、大同貿易、呉羽紡績合併為大建産業株式会社
- 二次大戰期間，丸紅商店與伊藤忠商事合併為「大建産業」。但日本投降後，丸紅商店在駐日盟軍總司令部（GHQ）的財閥解體政策下，在1949年分拆為伊藤忠商事、丸紅、吳羽紡織（後併入東洋紡織）、尼崎製釘所（現在尼釘（日语：アマテイ））等4家企業。
- 2017年，伊藤忠商事贊助2017年阿斯塔納世界博覽會日本館的建設及營運[1]。
- 2018年4月19日，伊藤忠商事以每股11,000日圓，斥資1,203億日圓（約11.2億美元），增持FamilyMart母公司「UNY FamilyMart控股（日语：ユニー・ファミリーマートホールディングス）」1,090萬股權；交易完成後，伊藤忠商事於UNY FamilyMart控股的持股比例從41.45％增至50.1%。

## 海外事業
1995年及1999年，香港九廣鐵路公司通過伊藤忠商事，先後購入九廣通列車及SP1900/1950型列車，分別用作廣九直通車及新路線擴展之用。
2005年10月26日，伊藤忠商事连同朝日啤酒，以9.5亿美元价格（74.1亿港元）向康师傅控股公司收购康师傅饮品控股公司50%股本。
2008年11月21日，伊藤忠商事株式會社將以7.1億美元（約55.4億港元）入股持有康師傅36.6%的大股東頂新兩成股權。
2011年5月20日，日本伊藤忠商事株式會社连同台灣伊藤忠股份有限公司、悠遊卡投資控股股份有限公司、中華電信、全家便利商店股份有限公司、神腦國際企業股份有限公司等公司合資設立點鑽整合行銷股份有限公司。日本伊藤忠商事株式會社與台灣伊藤忠股份有限公司兩者合計持股20%。
2012年4月9日，康師傅控股旗下康師傅方便食品投資，與卡樂B及伊藤忠商事於簽訂協議在中國設立合資公司，以從事生產及銷售休閒食品業務康師傅方便食品、Calbee及伊藤忠商事將各持有合資公司45%、51%及4%股權。
2012年9月18日，都樂食品公司以16.85億美元現金出售全球包裝食品與亞洲新鮮蔬果業務給伊藤忠商事，預期2013年初完成交易。
2014年7月24日，伊藤忠商事斥資66.2億元入股正大集團旗下卜蜂國際（港交所：43）60.18億股股份，相當於公司普通股25%及已發行股本(包括可換股優先股)約23.75%。同時，正大集團以10億美元（約77.5億港元）作價，入股伊藤忠商事4.9%的股權。
2015年1月20日，正大集團和伊藤忠商事將通過分別佔50%股份的合資公司正大光明斥資最多800億港元（或104億美元）入股中信股份，包括中信股份以換股價13.8元，向正大光明發行33.27億股可轉換優先股，佔擴大後股本11.79%，作價495億元現金和正大光明以每股13.8元，斥資（約為343.63億港元或45.4億美元）向中信集團購買持有的中信股份10%股權，共24.9億股。完後，連同原持有的1%股權，正大光明將持有中信股份20.61%股權。
2015年4月1日伊藤忠商事株式會社日本本社與中華民國政府旗下公司中華電信、臺北市政府悠遊卡投資控股、臺灣伊藤忠、全家便利商店、神腦國際、富邦金控創投等七家股東合資設立點鑽整合行銷股份有限公司，以發展悠遊卡額外的UUPON紅利點數(須註冊)與相關服務為核心業務。
2018年2月14日，中華民國經濟部核准伊藤忠商事以6.65億美元（約新台幣193億元），收購頂新集團持有的台北101營運公司——台北金融大樓公司的37.2%股權，並於7月30日完成交割。
2019年起伊藤忠與北京世紀康瑞醫院合作進入中國大陸醫療市場，藤田醫科大學和日本民營醫療機構德洲會透過伊藤忠引進加入合作平台，目標是為11家醫院提供醫院營運指導和醫療設備引進，並尋找有意願前往日本藤田醫科大學治病的患者提供中介，開展中日聯合醫療的一種醫院模式探索，該計畫獲得中國中信集團（CITIC）出資。

## 外部連結
- 伊藤忠商事 （页面存档备份，存于） （日語）（英文）（简体中文）